# Бан (коммуна)
Бан (фр. и окс. Banne) — коммуна во Франции, находится в регионе Рона — Альпы. Департамент коммуны — Ардеш. Входит в состав кантона Ле-Ван. Округ коммуны — Ларжантьер.
Код INSEE коммуны — 07024.

## Климат
Климат средиземноморский.

## Население
Население коммуны на 2008 год составляло 657 человек.
| 1962 | 1968 | 1975 | 1982 | 1990 | 1999 | 2008 |
| ---- | ---- | ---- | ---- | ---- | ---- | ---- |
| 386  | 446  | 459  | 505  | 535  | 555  | 657  |

## Экономика
В 2007 году среди 387 человек в трудоспособном возрасте (15—64 лет) 251 были экономически активными, 136 — неактивными (показатель активности — 64,9 %, в 1999 году было 61,4 %). Из 251 активных работали 214 человек (124 мужчины и 90 женщин), безработных было 37 (11 мужчин и 26 женщин). Среди 136 неактивных 29 человек были учениками или студентами, 55 — пенсионерами, 52 были неактивными по другим причинам.

## Достопримечательности
- Замок Лебр
- Замок Ларк
- Церковь XIX века
- Виадук Дулови
- Музей пасхальных яиц и икон (сейчас закрыт)

## Фотогалерея
- Церковь
- Виадук Дулови
- Памятник погибшим в Первой мировой войне